# Aitor Galdós
Aitor Galdós Alonso (* 9. November 1979 in Ermua) ist ein ehemaliger spanischer Radrennfahrer.

## Karriere
1997 machte Aitor Galdos das erste Mal auf sich aufmerksam, als er spanischer Meister im Radcross bei den Junioren wurde. 2003 wurde er Profi beim spanischen Team Labarca-2 Cafés Baqué und gewann eine Etappe des Circuito Montañés. Nach einem Jahr wechselte er zum japanischen Team Nippo. Mit drei Siegen war sein zweites Jahr als Profi auch sein erfolgreichstes.
2005 kehrte Galdós nach Europa zurück und unterschrieb einen Vertrag beim italienischen Team Ceramiche Panaria-Navigare, für das er 2006 je eine Etappe der Tour de la Région Wallonne und der Dänemark-Rundfahrt gewann. In den Jahren 2007 bis 2010 fuhr er für das baskische Team Euskaltel-Euskadi. Seine besten Resultate in dieser Zeit waren ein zweiter Platz auf der ersten Etappe der Polen-Rundfahrt 2010 und dritte Plätze beim Gran Premio de Llodio 2008, auf der zweiten Etappe der Luxemburg-Rundfahrt 2009 und auf der zweiten Etappe der Katalonien-Rundfahrt 2010.
2011 wechselte er zum spanischen Team Caja Rural, für das er bis 2012 fuhr. Neben einem dritten Platz auf der vierten Etappe der Andalusien-Rundfahrt 2011 konnte er bei der Katalonien-Rundfahrt 2011 mehrmals unter die ersten Fünf fahren. 2012 konnte er die Sprintwertung der Burgos-Rundfahrt für sich entscheiden. Anschließend beendete er seine Radsport-Laufbahn.

## Erfolge
2003
- eine Etappe Circuito Montañés

2004
- Giro del Lago Maggiore
- eine Etappe Tour du Maroc
- eine Etappe Circuito Montañés

2006
- eine Etappe Tour de la Région Wallonne
- eine Etappe Dänemark-Rundfahrt

2012
- Sprintwertung Burgos-Rundfahrt